# Ninawa
Ninawa fou un antic lloc de l'Iraq central cap d'un districte del que també formava part Karbala. Avui dia són unes ruïnes conegudes com a Ishan Nainwa, no gaire lluny de la població de Musayyib, a 3 km a l'est de l'Eufrates i a 35 km al nord-est de Karbala. S'esmenta amb relació a la mort d'al-Hussayn a Karbala el 680, el 739 en relació al conflicte del califat amb l'alida Zayd ibn Ali, i el 865 amb relació a la revolta d'un altre alida. Encara apareix en el conflicte del càrmates vers el 900. Tot i el seu nom no té relació amb Nínive, ni amb el barri de Ninawa a Lagash.